# Inês Cristina Zuber

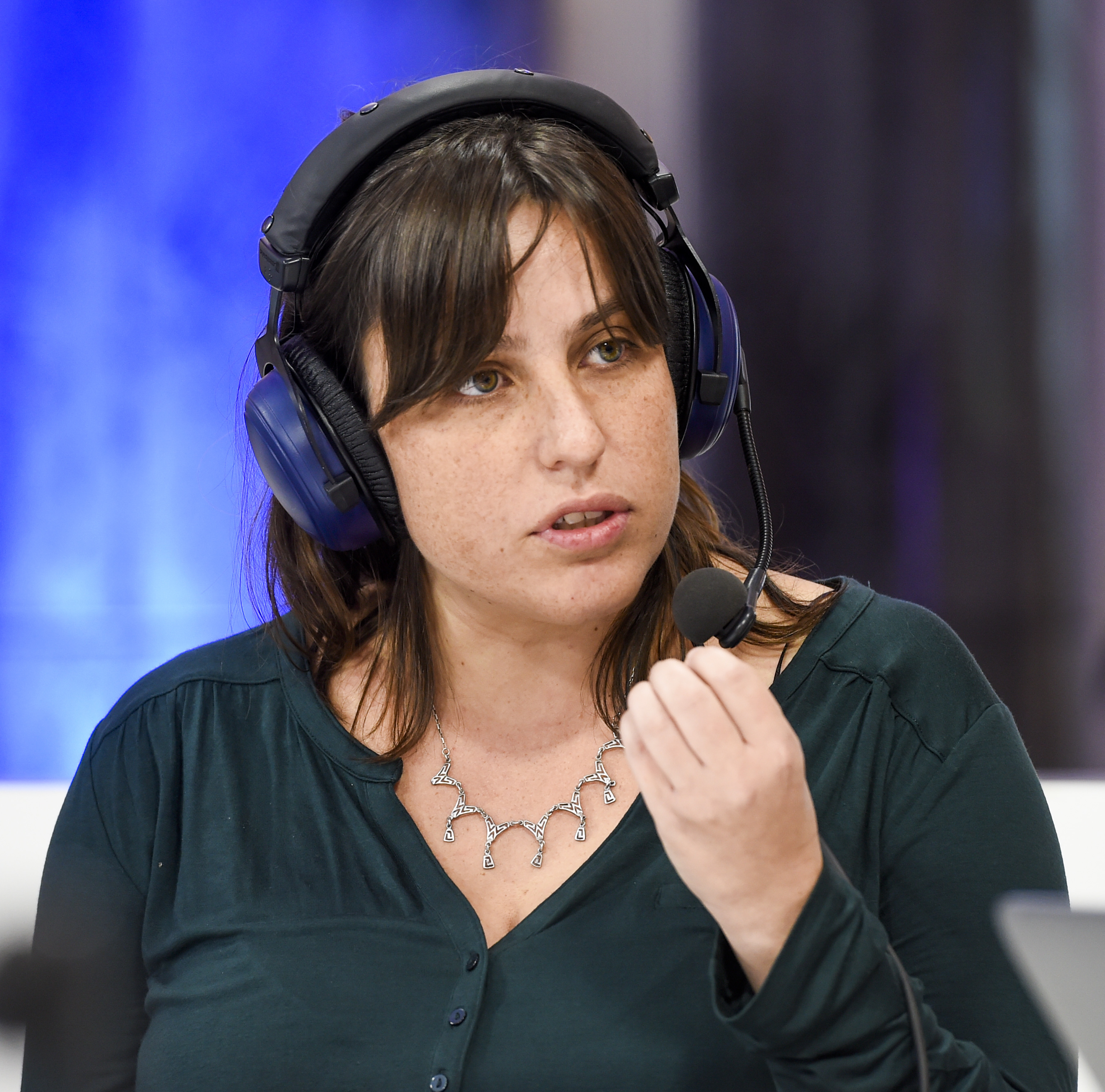
Inês Zuber (2015)

Inês Cristina Zuber (* 11. März 1980 in Évora) ist eine portugiesische Politikerin (PCP; CDU).
Nach dem Hochschulabschluss in Soziologie und Planungswissenschaft arbeitete Zuber als Stipendiatin eines wissenschaftlichen Forschungsprogramms sowie als  Forschungsassistentin  im Forschungs- und Studienzentrum für Soziologie am Hochschulinstitut Lissabon. Bis 2007 war sie Mitglied der nationalen Leitung, des Sekretariats und des Politischen Ausschusses der Jugendorganisation der Kommunistischen Partei Portugals, von 2002 bis 2008 war sie dort Mitglied des Zentralkomitees sowie des für die Stadt Lissabon. Sie gehörte ferner dem Vorstand des Nationalen Jugendrates sowie dem Vorstand des Verbands wissenschaftlicher Forschungsstipendiaten an. Seit 2009 ist sie Mitglied der Gemeindeversammlung von São Paulo, seit Anfang 2012 gehörte sie als Nachrückerin dem Europäischen Parlament an. Sie verteidigte ihr Mandat bei der Europawahl 2014, schied jedoch am 30. Januar 2016 aus dem Parlament aus, um sich ihrem neugeborenen Kind zu widmen. Parteikollege João Pimenta Lopes rückte für sie nach.

## EU-Parlamentarierin
Zuber hat sich der Konföderalen Fraktion der Vereinigten Europäischen Linken/Nordische Grüne Linke angeschlossen.
Sie ist Stellvertretende Vorsitzende im Ausschuss für Beschäftigung und soziale Angelegenheiten und in der Delegation für die Beziehungen zu den Ländern Mittelamerikas.
Mitglied ist sie im Ausschuss für die Rechte der Frau und die Gleichstellung der Geschlechter und in der Delegation in der Parlamentarischen Versammlung Europa-Lateinamerika.
Als Stellvertreterin ist sie zusätzlich tätig im Ausschuss für Industrie, Forschung und Energie, im Ausschuss für Kultur und Bildung und in der Delegation für die Beziehungen zu den Ländern des Mercosur.